# ミラクル・サイクル・ライフ
『ミラクル・サイクル・ライフ』は、TBSラジオが制作する日本のラジオ番組。

## 概要
2013年4月7日放送開始。開始当初から一般社団法人自転車協会の一社提供。番組の正式名称は「自転車協会presents」の冠がつく。
自転車について語るエンターテインメントラジオ番組で、パーソナリティの石井正則と疋田智が、ゲストと自転車について語る他、最新自転車情報や、自転車についての専門的な話をする。。
放送終了後には、番組のウェブサイトで全編podcastで配信される（多少、再編集される場合もあり）。
また、番組と連動したコラムが毎日新聞（少なくとも関東地区）で毎週日曜日に掲載されている。

## 出演者
- パーソナリティ
  - 石井正則（2016年までアリtoキリギリス[3]）
  - 疋田智（TBSテレビ情報制作局プロデューサー）
- 石井のピンチヒッター
  - 竹内香苗(2021年5月9日-23日)

## ゲスト
- 小島瑠璃子（第1回・第2回）
- 小島よしお（第3回・第4回）
- 菊地幸夫（第5回・第6回）
- 菊浦啓子（第7回・第8回）
- 青山裕企（第9回・第10回）
- 染谷翔（第11回・第12回）
- 片山右京（第13回・第14回）
- 玉井雪雄（第15回・第16回）
- 田村浩（第17回・第18回）
- 高坂希太郎（第19回・第20回）
- 立松正宏（第21回・第22回）
- 足立梨花（第23回・第24回）
- 桜井“マッハ”速人（第25回・第26回・2021年3月21日・28日）
- 山田浩（第27回・第28回）
- 大宮政志（第29回）
- 塩谷瞬（第125回・第126回）
- 西方裕之（2016年3月6日・3月13日）
- 高橋芳朗（2016年3月20日・3月27日）
- 南隼人（2016年4月3日・4月10日）
- 団長安田（2016年4月17日・4月24日）
- 谷東（2016年5月1日・5月8日）
- 矢原里夏（2016年5月15日・5月22日）
- 朝比奈彩（2016年5月29日・6月5日）
- 武田梨奈（2016年6月12日・6月19日）
- 浜口順子（2016年6月26日）
- 中原茂（2016年7月3日・7月10日）
- 栗村修（2016年7月17日・7月24日）
- 恐竜くん（2016年7月31日・8月7日）
- YUKI（2016年8月14日・8月21日）
- マーク・シリング（2016年8月28日・9月5日）
- 国井律子（2016年9月11日・9月18日）
- 佐々木元（2016年9月25日・10月2日）
- 梶原悠未（2016年10月9日・10月16日）
- 西田シャトナー（2016年10月30日・11月2日）
- 山本良介（2016年11月6日・11月13日）
- 池田貴広（2016年11月20日・11月27日）
- 上田藍（2016年12月4日・12月11日）
- 新城幸也（2016年12月18日・12月25日）
- 菊地武洋（2017年1月1日・1月8日）
- 高橋芳朗（2017年1月15日・1月22日）
- DJ KAORI（2017年1月29日・2月5日）
- 安田聖愛（2017年2月12日）
- 鶴見辰吾（2017年2月19日・2月26日）
- 小林廉（2017年3月5日・3月12日）
- 佐々木萌詠（2017年3月19日・3月26日）
- 栗村修（2017年4月2日・4月9日）
- 中村泰哉（2017年4月16日・4月23日）
- 遠藤まさ子（2017年4月30日・5月7日）
- 高橋一洋（2017年5月14日・5月21日）
- ユージ（2017年6月11日・6月18日）
- 矢作知久（2017年6月25日）
- 諏訪学顕（2017年7月2日）
- 小林成基（2017年7月9日・7月16日）
- 中野昭二（2017年7月23日）
- 吉田貞徳（2017年7月30日）
- 清水浩（2017年8月6日）
- 小島よしお（2017年8月20日・8月27日）
- 佐藤喬（2017年9月10日・9月17日）
- 櫻井宏祐（2017年10月1日）
- 高橋芳朗（2017年10月22日・11月5日）
- 寺田光孝（2017年11月7日）
- 内之倉順二（2017年11月19日）
- 永井真理子（2017年12月3日・12月10日）
- 新城幸也（2017年12月17日・12月24日）
- 風間深志（2018年1月7日・1月14日）
- 菊地武洋（2018年1月21日・1月28日）
- 鹿嶋泰広（2018年2月4日）
- 栗村修（2018年2月11日）
- ステイン・デフェルム（2018年2月18日・2月25日）
- 勝間和代（2018年3月3日・3月10日）
- 栗本一人（2018年4月1日）
- 佐藤孝博（2018年4月29日）
- 福田弘幸（2018年5月6日）
- 谷東（2018年5月13日・5月20日）
- 栗村修（2018年5月27日・6月3日）
- 森重樹一（2018年6月10日・6月17日）
- 新谷直也（2018年7月1日・7月8日）
- 菊地武洋（2018年7月15日）
- 鈴木裕（2018年7月22日）
- 稲村亜美（2018年7月29日・8月5日）
- 野崎和彦（2018年8月12日）
- JOY（2018年9月9日・9月16日）
- 鈴木聖奈（2018年9月23日・9月30日）
- 高谷信一郎（2018年10月7日）
- 石川直宏（2018年10月21日・10月28日）
- 福田萌子（2018年11月4日・11月11日）
- 加藤ひさし（2018年11月18日・11月25日）
- ベック（2018年12月2日・12月9日）
- 新城幸也（2018年12月16日・12月23日）
- 菊地武洋（2019年1月6日・1月13日）
- 村山和実（2019年1月20日・1月27日）
- 富永美樹（2019年2月3日・2月10日）
- 吉田戦車（2019年2月17日・2月24日）
- 富和清訓（2019年3月3日・3月10日）
- MIHO氏（2019年3月17日・3月24日）
- 渡辺早織（2019年3月31日・4月7日）
- 谷田貝一男（2019年4月14日・4月21日）
- 福田萌子（2019年4月28日）
- 牧野ステテコ（2019年5月12日・5月19日）
- おおやようこ（2019年5月26日・6月2日）
- 川村エミコ（2019年6月9日・6月16日）
- 井手川直樹（2019年6月23日・6月30日）
- 栗村修（2019年7月7日・7月14日）
- 高山厳（2019年7月21日・7月28日）
- 石垣美帆（2019年8月4日・8月11日）
- 岡田浩暉（2019年8月18日・8月25日・9月1日）
- 小島嵩弘（2019年9月8日・9月15日）
- ソニン（2019年9月22日・9月29日）
- NAOTO（2019年10月6日・10月13日）
- 高橋一（2019年10月20日・10月27日）
- 相島一之（2019年11月3日・11月10日）
- 高山都（2019年11月17日・11月24日）
- 伯周（2019年12月1日・12月8日）
- 新城幸也（2019年12月15日・12月22日）
- 菊地武洋（2019年12月29日・2020年1月5日）
- 小桜舞子（2020年1月12日・1月19日）
- ベンジャミン・ボアズ（2020年1月26日・2月2日）
- 道端カレン（2020年2月9日・2月16日）
- 松田岳二（2020年2月23日・3月1日）
- 岩本陽子（2020年3月8日・3月15日）
- サトウヒロコ（2020年3月22日・3月29日）
- 篠（2020年4月5日・4月12日）
- 立川吉笑（2020年4月19日・4月26日）
- 青木麻耶（2020年6月14日）
- 小島嵩弘（2020年6月21日・6月28日）
- とももともも（2020年7月5日・7月12日）
- 栗村修（2020年7月19日）
- 高橋一（2020年7月26日）
- クミコ（2020年8月2日・8月9日）
- 坂東龍汰（2020年8月9日・8月16日）
- 愛あむ（2020年8月23日・8月30日）
- 団長安田（2020年9月6日・9月13日）
- 徳江かな（2020年9月20日・9月27日）
- 凰稀かなめ（2020年10月11日・10月18日）
- 中孝介（2020年10月25日・11月1日）
- 石田ショーキチ（2020年11月8日・11月15日）
- 青木麻耶（2020年11月22日・11月29日）
- 在原みゆ紀（2020年12月6日・12月13日）
- 新城幸也（2020年12月20日・12月27日）
- 菊地武洋（2021年1月10日・1月17日）
- 高岡亮寛（2021年1月24日・1月31日）
- 徳田章（2021年2月7日・2月14日）
- カモミール（2021年2月21日・2月28日）
- 大島由香里（2021年3月7日・3月14日）
- 山田耕史（2021年4月11日・4月18日）
- 高橋善郎（2021年4月25日・5月2日）
- 唐橋ユミ（2021年5月16日・5月23日）
- 石田ゆうすけ（2021年5月30日・6月6日）
- 矢部昌暉（2021年6月13日・6月20日）
- 遊佐未森（2021年6月27日・7月4日）
- 井上祐貴（2021年7月11日・7月18日）
- 岡田浩暉（2021年7月25日・8月1日）
- はるな愛（2021年8月8日・8月15日）
- 影山ヒロノブ（2021年8月29日・9月5日）
- 西方裕之（2021年9月12日・9月19日）
- 榎本温子（2021年9月26日・10月3日）
- 宮原浩暢（2021年10月10日・10月17日）
- 高橋若葉（2021年10月24日・10月31日）
- 錦織一清（2021年11月7日・11月14日）
- 平岡雄太（2021年11月21日・11月28日）
- 菊地武洋（2021年12月5日・12月12日）
- こんちき（2021年12月19日・12月26日）
- 新城幸也（2022年1月2日）
- 綾川ゆんまお（2022年1月9日・1月16日）
- 山下晃和（2022年1月23日・1月30日）
- 柴田ひかり（2022年2月6日・2月13日）
- 曽我部恵一（2022年2月20日・2月27日）
- 黒沢あすか（2022年3月6日・3月13日）
- 絹代（2022年3月20日・3月27日）
- サンコンJr.（2022年4月3日・4月10日）
- 奥山佳恵（2022年4月17日・4月24日）
- 荘口彰久（2022年5月1日・5月8日）
- 町田忍（2022年5月15日・5月22日）
- 林家たい平（2022年5月29日・6月5日）
- 石井ミカン（2022年6月12日・6月19日）
- 田村浩（2022年6月26日・7月3日）
- オカモト"MOBY"タクヤ（2022年7月10日・7月17日）
- 千葉学（2022年7月24日・7月31日）
- 内田ユキオ（2022年8月7日・8月14日）
- 春風亭柳雀（2022年8月21日・8月28日）
- 原沙知絵（2022年9月4日・9月11日）
- だっくす小峰（2022年9月18日・9月25日）
- ルーク篁（2022年10月2日・10月9日）
- 東城咲耶子（2022年10月16日・10月23日）
- アヤ（2022年10月30日・11月6日）
- 中孝介（2022年11月13日・11月20日）
- 加藤ひさし（2022年11月27日・12月4日）
- 紺野まひる（2022年12月11日・12月18日）
- 新城幸也（2022年12月25日）
- 菊地武洋（2023年1月8日・1月15日）
- 志田音々（2023年1月22日・1月29日）
- 絹代（2023年2月5日・2月12日）
- TAKE（2023年2月19日・2月26日）
- 大菅小百合（2023年3月5日・3月12日）
- 川久保拓司（2023年3月19日・3月26日）
- 佐藤弘道（2023年4月2日・4月9日）
- 麻田浩（2023年4月16日・4月23日）
- 駒形哲哉（2023年4月30日）
- 酒井千佳（2023年5月7日・5月14日）
- 川村エミコ（2023年5月21日・5月28日）
- 柳瀬さき（2023年6月4日・6月11日）
- 稲村亜美（2023年6月25日・7月2日）
- 小堺一機（2023年7月9日・7月16日）
- ピストジャム（2023年7月23日・7月30日）
- おかだまさたか（2023年8月6日・8月13日）
- 今泉瑞希（2023年8月20日・8月27日）
- 一青妙（2023年9月3日・9月10日）
- 平井珠生（2023年9月17日・9月24日）
- 武井壮（2023年10月1日・10月8日）
- ニッキューナナ（2023年10月15日・10月22日）
- 夏目知幸（2023年10月29日・11月5日）
- ミツ（2023年11月12日・11月19日）
- 矢沢心（2023年11月26日・12月3日）
- 岸田一郎（2023年12月10日・12月17日）
- 新城幸也（2023年12月24日・12月31日）
- 菊地武洋（2024年1月7日・1月14日）
- 丸山果恋（2024年1月21日・1月28日）
- レイナ・キタダ（2024年2月4日・2月11日）
- 石田ショーキチ（2024年2月18日・2月25日）
- 服部真、砂本雅幸（2024年3月3日）
- 内海潤（2024年3月10日）
- スネオヘアー（2024年3月17日・3月24日）
- 中村愛（2024年3月31日・4月7日）
- 絹代（2024年4月14日・4月21日）
- 舞良（2024年4月28日・5月5日）
- 椎名へきる（2024年5月12日・5月19日）
- 大山加奈（2024年5月26日・6月2日）
- 団長安田（2024年6月9日・6月16日）
- 竹内薫（2024年6月23日・6月30日）
- 財木琢磨（2024年7月7日・7月14日）
- 捧剛太（2024年7月21日・7月28日）
- 藤園麗（2024年8月4日・8月11日）
- 加藤里保菜（2024年8月18日・8月25日）
- 篠（2024年9月1日・9月8日）
- 片原恵麻（2024年9月15日・9月22日）
- えまおゆう（2024年9月29日・10月6日）
- 木山裕策（2024年11月3日・11月10日）
- 瀬戸圭祐（2024年11月17日・11月24日）
- 新城幸也（2024年12月1日・12月8日）
- 佐藤瑠雅（2024年12月15日・12月22日）
- 菊地武洋（2025年1月5日・1月12日）
- 柿山昌範（2025年1月19日）
- 砂村栄力（2025年1月26日・2月2日）
- 井上和彦（2025年2月9日・2月16日）
- 塚本やすし（2025年2月23日・3月2日）
- 絹代（2025年3月9日・3月16日）
- NANA（2025年3月23日・3月30日）
- 志田音々（2025年4月6日・4月13日）
- 剣持光（2025年4月20日・4月27日）
- 団長安田（2025年5月4日・5月11日）
- 中川晃（2025年5月18日・5月25日）
- 田中シェン（2025年6月1日・6月8日）
- 神代知衣（2025年6月22日・6月29日）
- 別府史之（2025年7月6日・7月13日・7月20日）
- 倉沢しえり（2025年7月27日・8月3日）
- 石丸謙二郎（2025年8月10日・8月17日）

## コーナー
- サイクリング・トーク
- サイクリスト一問一答
- ヒキタサイクル
- 自転車インフォメーション

## 放送時間
- TBSラジオ - 毎週日曜日18:30 - 19:00
- 朝日放送ラジオ - 阪神戦ナイターがない時の毎週月曜日18:00 - 18:30（6日先行）
  - 月曜日に阪神戦ナイターが組まれて中継が実施された場合は、必ず1週間以内のうちに別の時間帯で延期放送する（阪神戦、及び予備カードがあった時にそれも全部中止となった場合は延期せず通常と同じ時間の放送）。

## テーマソング
- オープニング・エンディング
  - SAMBA DE 恋して（PE'Z）　- アルバム「スズ虫」収録